# Ashiaman
Ashiaman é uma cidade de Gana localizada na região de Grande Acra. É a quinta cidade mais populosa do país, com 298.841 habitantes.